# Mauvières
Pour les articles homonymes, voir Château de Mauvières et Tour de Mauvières.
Mauvières est une commune française située dans le département de l'Indre, en région Centre-Val de Loire.

## Géographie

### Localisation
La commune est située dans le sud-ouest du département, dans la région naturelle de la Brenne, au sein du parc naturel régional de la Brenne.
Les communes limitrophes sont : Saint-Hilaire-sur-Benaize 2 km), Concremiers (6 km), Bélâbre (6 km), Liglet (7 km) et Le Blanc (7 km).
Les communes chefs-lieux et préfectorales sont : Le Blanc (7 km), Saint-Gaultier (26 km), Châteauroux (53 km), La Châtre (69 km) et Issoudun (80 km).

### Hameaux et lieux-dits
Les hameaux et lieux-dits de la commune sont : Villiers, les Petites Ages, les Peurets, les Poulets, la Chapelle, Bas Durenet, Haut Durenet, le Moulin de la Ronde, le Moulin du Rochat, Charneuil, le Peu et la Dubetterie.

### Géologie et hydrographie
La commune est classée en zone de sismicité 2, correspondant à une sismicité faible.
Le territoire communal est arrosé par les rivières Anglin et Benaize. Le confluent de ces deux cours d'eau est sur le territoire de la commune.

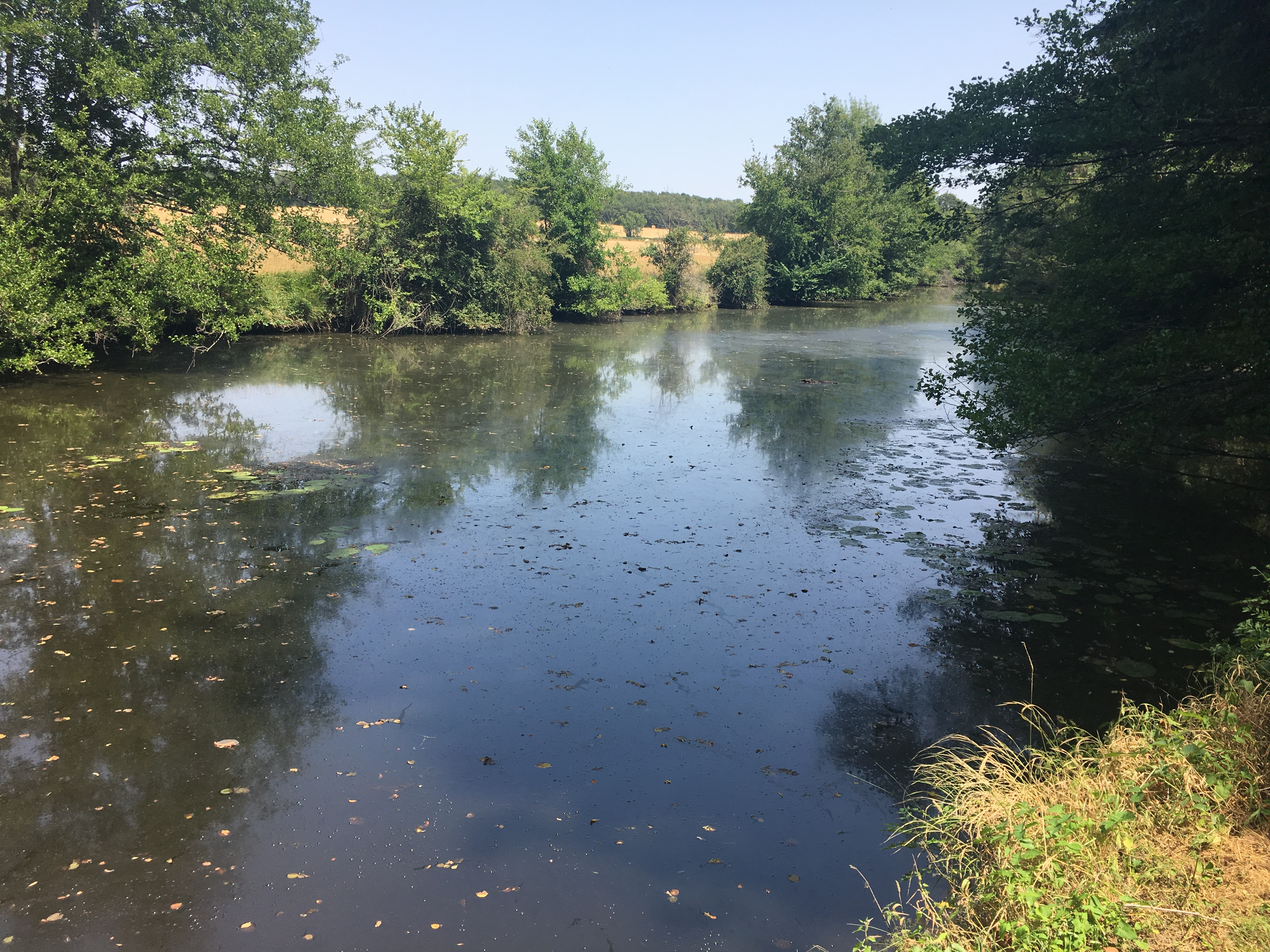
La rivière Anglin en 2019.

### Climat
Pour des articles plus généraux, voir Climat du Centre-Val de Loire et Climat de l'Indre.
En 2010, le climat de la commune est de type climat océanique altéré, selon une étude du CNRS s'appuyant sur une série de données couvrant la période 1971-2000. En 2020, Météo-France publie une typologie des climats de la France métropolitaine dans laquelle la commune est toujours exposée à un climat océanique altéré et est dans la région climatique Poitou-Charentes, caractérisée par un bon ensoleillement, particulièrement en été et des vents modérés.
Pour la période 1971-2000, la température annuelle moyenne est de 11,7 °C, avec une amplitude thermique annuelle de 15 °C. Le cumul annuel moyen de précipitations est de 768 mm, avec 11,6 jours de précipitations en janvier et 6,8 jours en juillet. Pour la période 1991-2020, la température moyenne annuelle observée sur la station météorologique de Météo-France la plus proche, sur la commune du Blanc à 7 km à vol d'oiseau, est de 12,9 °C et le cumul annuel moyen de précipitations est de 776,4 mm,. Pour l'avenir, les paramètres climatiques de la commune estimés pour 2050 selon différents scénarios d'émission de gaz à effet de serre sont consultables sur un site dédié publié par Météo-France en novembre 2022.

### Voies de communication et transports
Le territoire communal est desservi par les routes départementales : 53, 54, 54C, 88 et 107.
La ligne du Blanc à Argenton-sur-Creuse via Saint-Benoît-du-Sault passait par le territoire communal, trois gares (Villiers, Mauvières et Les Bordes-Durenet) desservaient la commune. La gare ferroviaire la plus proche est la gare d'Argenton-sur-Creuse, à 41 km.
Mauvières n'est pas desservie par des dessertes de bus.
L'aéroport le plus proche est l'aéroport de Châteauroux-Centre, à 69 km.
Le territoire communal est traversé par le sentier de grande randonnée de pays de la Brenne.

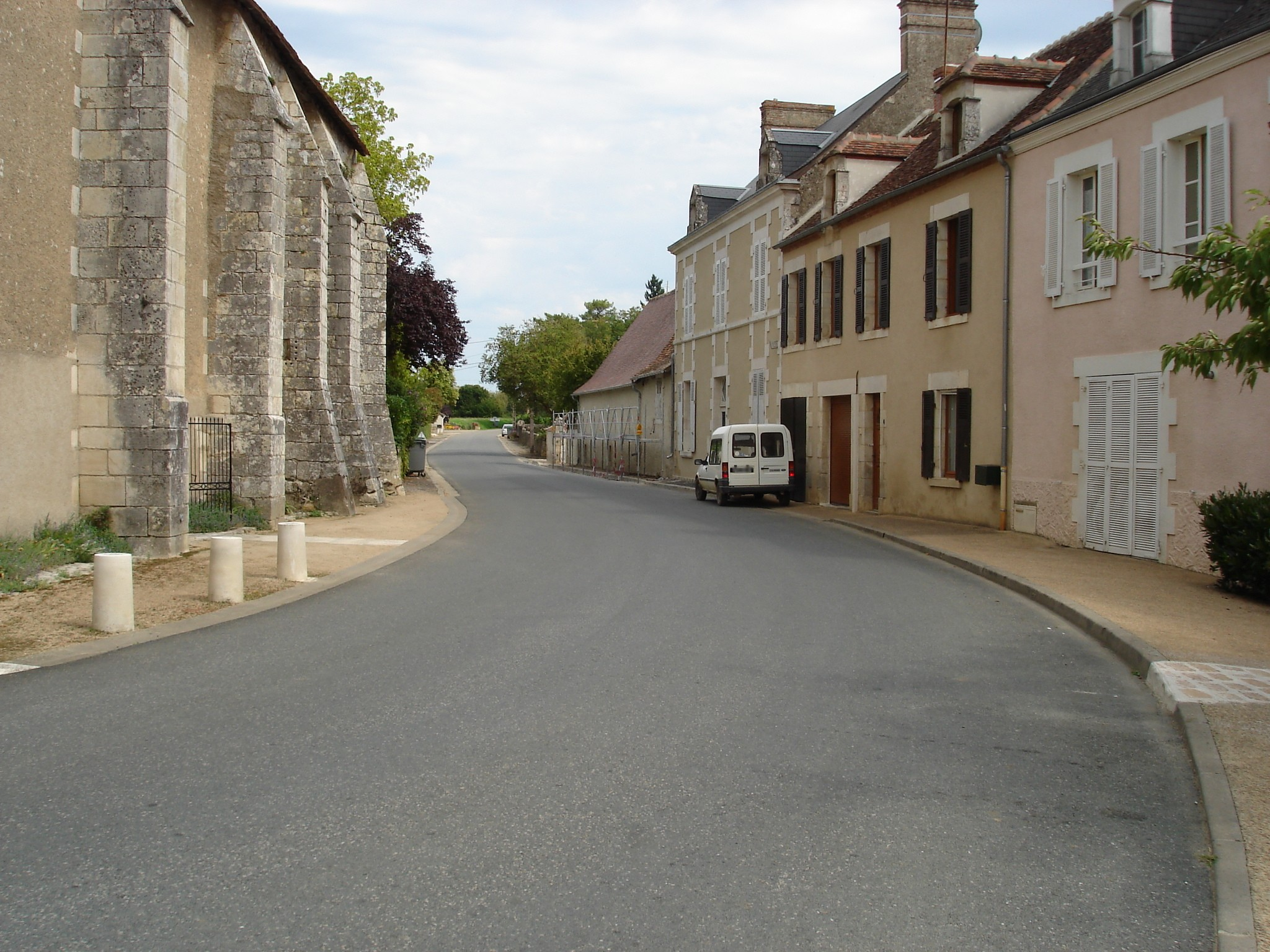
La route de Bélâbre en 2011.
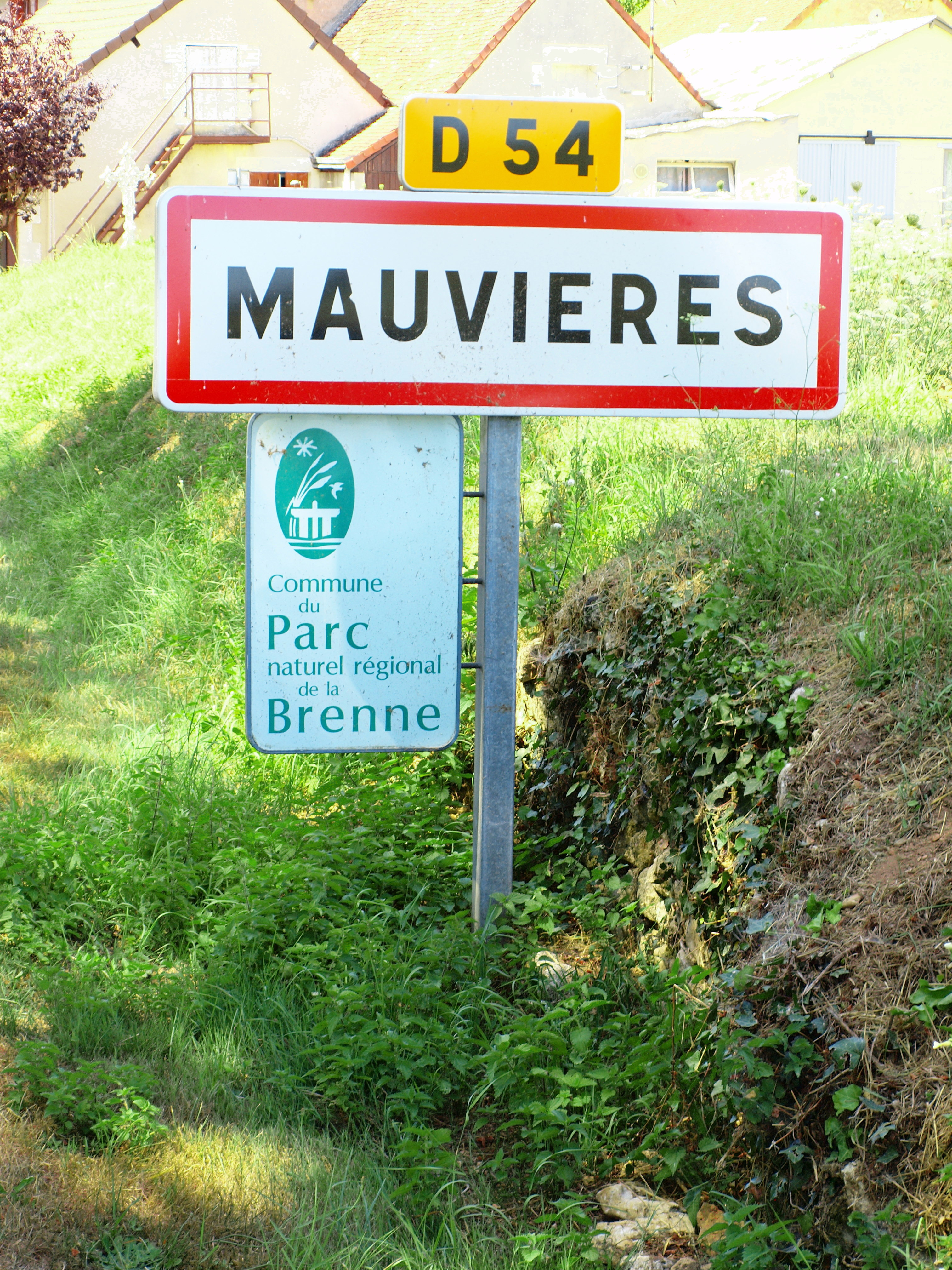
Le panneau d'entrée d’agglomération en 2016.

## Urbanisme

### Typologie
Au 1er janvier 2024, Mauvières est catégorisée commune rurale à habitat dispersé, selon la nouvelle grille communale de densité à sept niveaux définie par l'Insee en 2022.
Elle est située hors unité urbaine. Par ailleurs la commune fait partie de l'aire d'attraction du Blanc, dont elle est une commune de la couronne,. Cette aire, qui regroupe 23 communes, est catégorisée dans les aires de moins de 50 000 habitants,.

### Occupation des sols
L'occupation des sols de la commune, telle qu'elle ressort de la base de données européenne d’occupation biophysique des sols Corine Land Cover (CLC), est marquée par l'importance des territoires agricoles (80,9 % en 2018), en diminution par rapport à 1990 (84,3 %). La répartition détaillée en 2018 est la suivante : 
terres arables (49 %), zones agricoles hétérogènes (17,8 %), prairies (14,1 %), forêts (13,4 %), milieux à végétation arbustive et/ou herbacée (3,3 %), eaux continentales (2,3 %). L'évolution de l’occupation des sols de la commune et de ses infrastructures peut être observée sur les différentes représentations cartographiques du territoire : la carte de Cassini (XVIIIe siècle), la carte d'état-major (1820-1866) et les cartes ou photos aériennes de l'IGN pour la période actuelle (1950 à aujourd'hui).

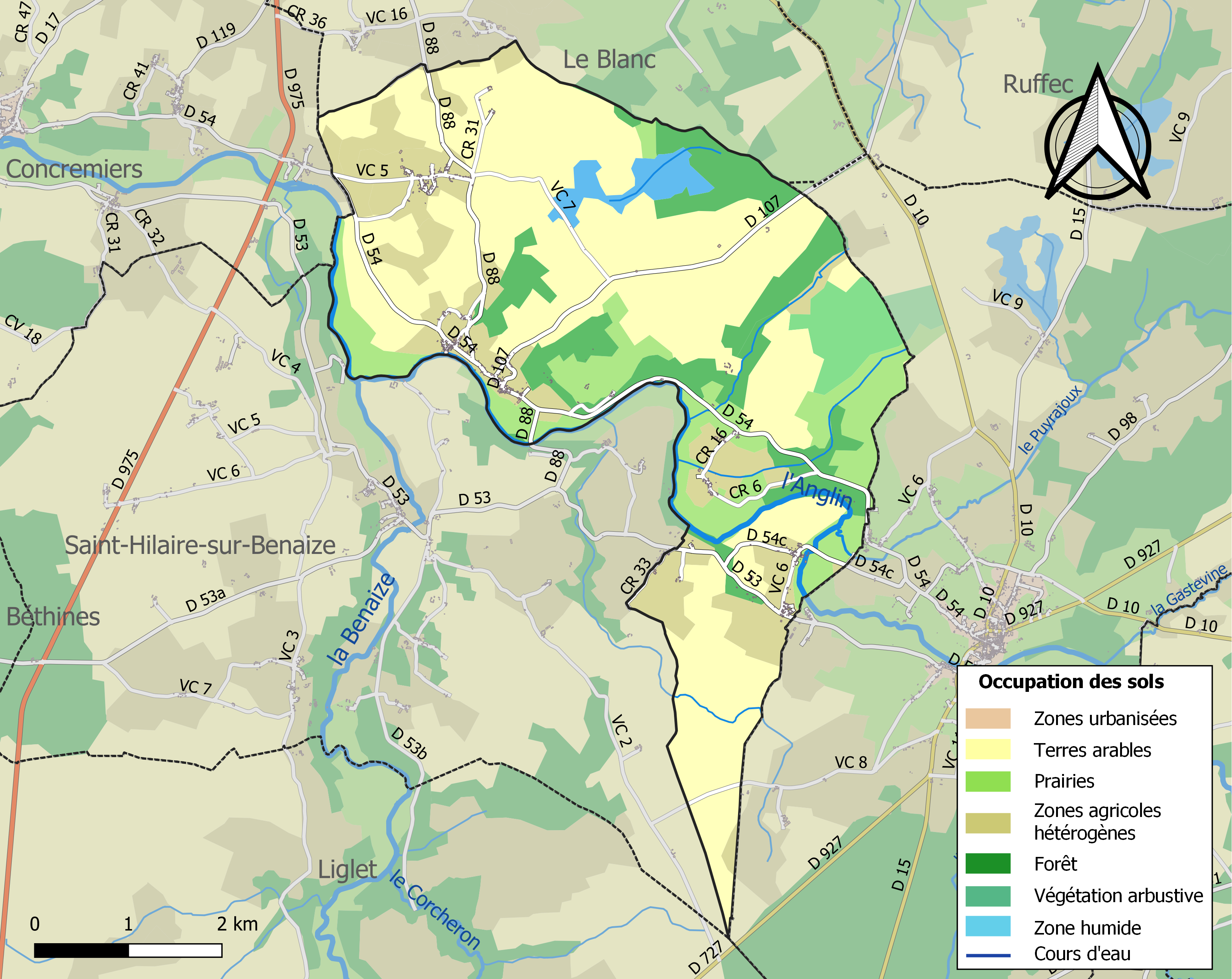
Carte des infrastructures et de l'occupation des sols de la commune en 2018 (CLC).

### Logement
Le tableau ci-dessous présente le détail du secteur des logements de la commune :
| Date du relevé                                              | 2013   |
| Nombre total de logements                                   | 227    |
| Résidences principales                                      | 65,3 % |
| Résidences secondaires                                      | 23,6 % |
| Logements vacants                                           | 11,1 % |
| Part des ménages propriétaires de leur résidence principale | 80,8 % |

### Risques majeurs
Le territoire de la commune de Mauvières est vulnérable à différents aléas naturels : météorologiques (tempête, orage, neige, grand froid, canicule ou sécheresse), feux de forêts et séisme (sismicité faible). Un site publié par le BRGM permet d'évaluer simplement et rapidement les risques d'un bien localisé soit par son adresse soit par le numéro de sa parcelle.
Pour anticiper une remontée des risques de feux de forêt et de végétation vers le nord de la France en lien avec le dérèglement climatique, les services de l’État en région Centre-Val de Loire (DREAL, DRAAF, DDT) avec les SDIS ont réalisé en 2021 un atlas régional du risque de feux de forêt, permettant d’améliorer la connaissance sur les massifs les plus exposés. La commune, étant pour partie dans le massif de Luzeraize, est classée au niveau de risque 4, sur une échelle qui en comporte quatre (1 étant le niveau maximal).

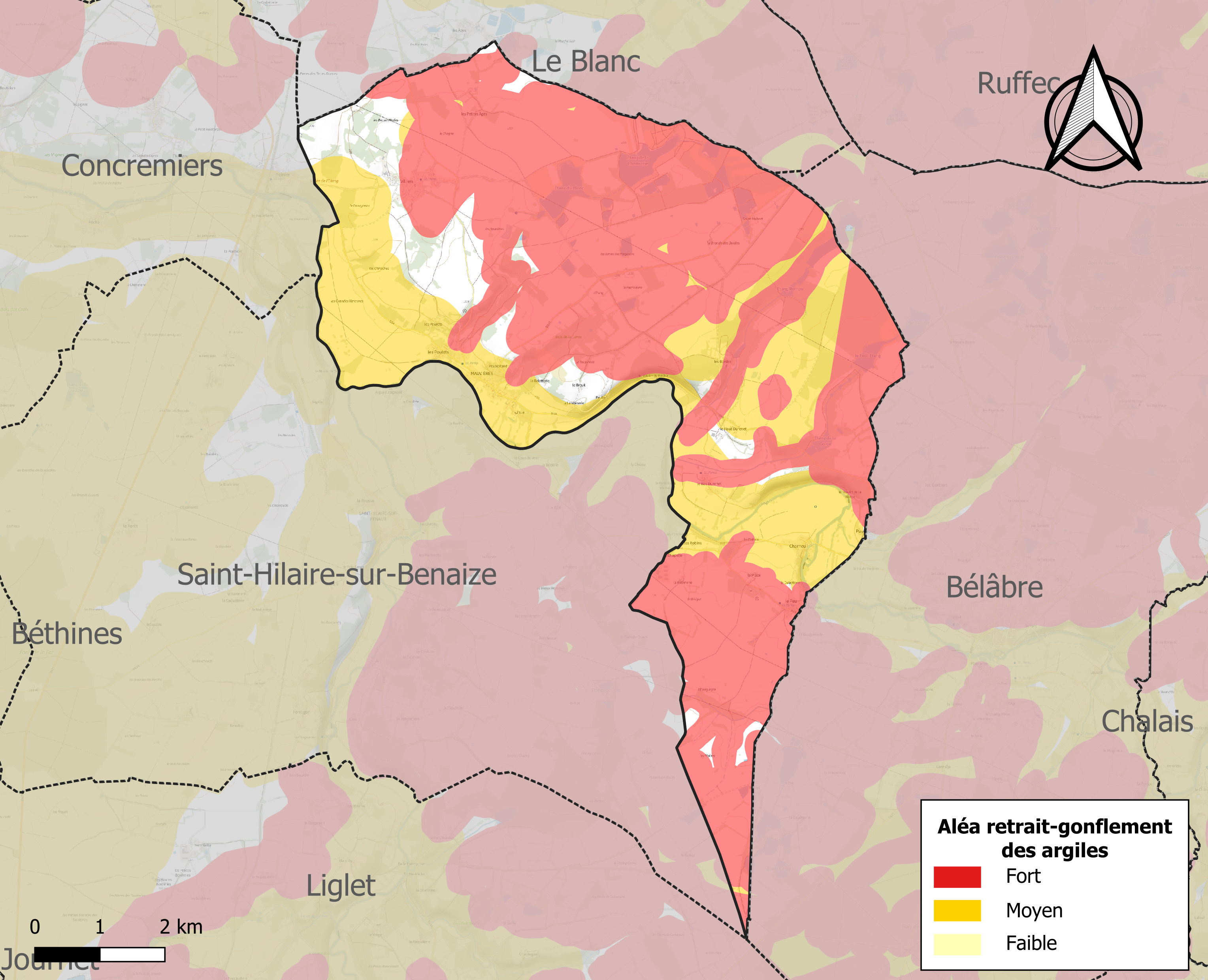
Carte des zones d'aléa retrait-gonflement des sols argileux de Mauvières.

Le retrait-gonflement des sols argileux est susceptible d'engendrer des dommages importants aux bâtiments en cas d’alternance de périodes de sécheresse et de pluie. 91,2 % de la superficie communale est en aléa moyen ou fort (84,7 % au niveau départemental et 48,5 % au niveau national). Sur les 226 bâtiments dénombrés sur la commune en 2019, 214 sont en aléa moyen ou fort, soit 95 %, à comparer aux 86 % au niveau départemental et 54 % au niveau national. Une cartographie de l'exposition du territoire national au retrait gonflement des sols argileux est disponible sur le site du BRGM,.
Concernant les mouvements de terrains, la commune a été reconnue en état de catastrophe naturelle au titre des dommages causés par la sécheresse en 2019 et par des mouvements de terrain en 1999.

## Toponymie
Ses habitants sont appelés les Mauvisiens.

## Histoire
La commune fut rattachée de 1973 à 2015 au canton de Bélâbre.

## Politique et administration
La commune dépend de l'arrondissement du Blanc, du canton de Saint-Gaultier, de la première circonscription de l'Indre et de la communauté de communes Marche Occitane - Val d'Anglin.
Elle dispose d'une agence postale communale.
| Période                                  | Période   | Identité         | Étiquette | Qualité         |
| ---------------------------------------- | --------- | ---------------- | --------- | --------------- |
| 2002                                     | mars 2014 | Raymond Patraud  | ?         | Retraité        |
| mars 2014                                | 2020      | Michel Violet    | DVD       | Agent technique |
| 2020                                     | En cours  | Christelle Raoui |           |                 |
| Les données manquantes sont à compléter. |           |                  |           |                 |

## Population et société

### Démographie
L'évolution du nombre d'habitants est connue à travers les recensements de la population effectués dans la commune depuis 1793. Pour les communes de moins de 10 000 habitants, une enquête de recensement portant sur toute la population est réalisée tous les cinq ans, les populations de référence des années intermédiaires étant quant à elles estimées par interpolation ou extrapolation. Pour la commune, le premier recensement exhaustif entrant dans le cadre du nouveau dispositif a été réalisé en 2006.

En 2022, la commune comptait 307 habitants, en évolution de −3,15 % par rapport à 2016 (Indre : −3 %, France hors Mayotte : +2,11 %).
| 1793 | 1800 | 1806 | 1821 | 1831 | 1836 | 1841 | 1846 | 1851 |
| ---- | ---- | ---- | ---- | ---- | ---- | ---- | ---- | ---- |
| 555  | 440  | 385  | 534  | 568  | 619  | 565  | 694  | 555  |

| 1856 | 1861 | 1866 | 1872 | 1876 | 1881 | 1886 | 1891 | 1896 |
| ---- | ---- | ---- | ---- | ---- | ---- | ---- | ---- | ---- |
| 628  | 670  | 651  | 662  | 607  | 587  | 641  | 640  | 602  |

| 1901 | 1906 | 1911 | 1921 | 1926 | 1931 | 1936 | 1946 | 1954 |
| ---- | ---- | ---- | ---- | ---- | ---- | ---- | ---- | ---- |
| 590  | 593  | 548  | 508  | 473  | 444  | 428  | 397  | 354  |

| 1962 | 1968 | 1975 | 1982 | 1990 | 1999 | 2006 | 2011 | 2016 |
| ---- | ---- | ---- | ---- | ---- | ---- | ---- | ---- | ---- |
| 332  | 351  | 270  | 243  | 305  | 310  | 328  | 343  | 317  |

| 2021 | 2022 | - | - | - | - | - | - | - |
| ---- | ---- | - | - | - | - | - | - | - |
| 303  | 307  | - | - | - | - | - | - | - |

### Enseignement
La commune dépend de la circonscription académique du Blanc.

### Équipement culturel
Elle dispose d'une salle des fêtes.

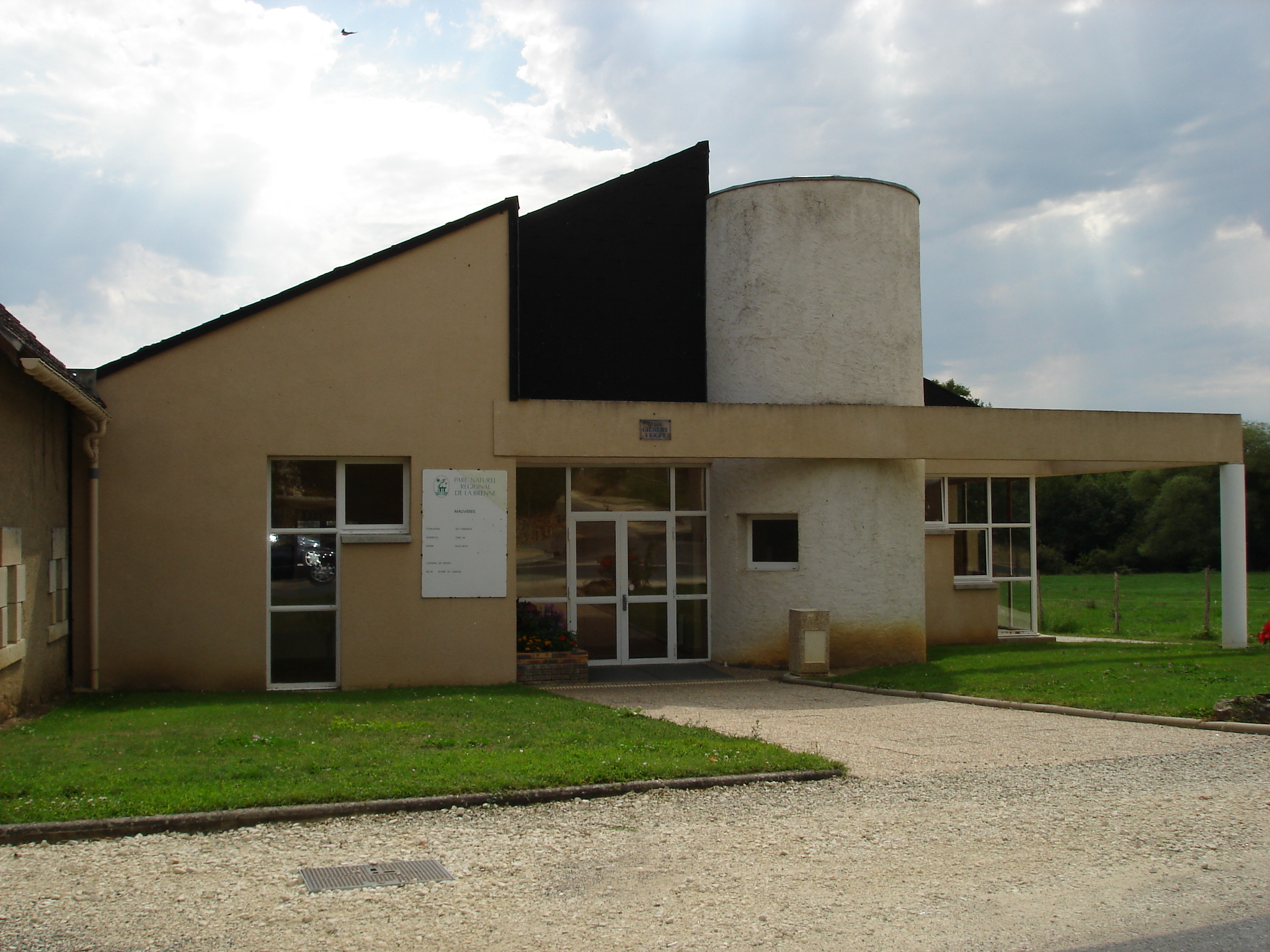
La salle des fêtes en 2011.

### Médias
La commune est couverte par les médias suivants : La Nouvelle République du Centre-Ouest, Le Berry républicain, L'Écho - La Marseillaise, La Bouinotte, Le Petit Berrichon, France 3 Centre-Val de Loire, Berry Issoudun Première, Vibration, Forum, France Bleu Berry et RCF en Berry.

## Économie
La commune se situe dans l’aire urbaine du Blanc, dans la zone d’emploi du Blanc et dans le bassin de vie du Blanc.
La commune se trouve dans l'aire géographique et dans la zone de production du lait, de fabrication et d'affinage du fromage Pouligny-saint-pierre.
Un restaurant nommé Au Val d'Anglin, se trouve dans la commune.

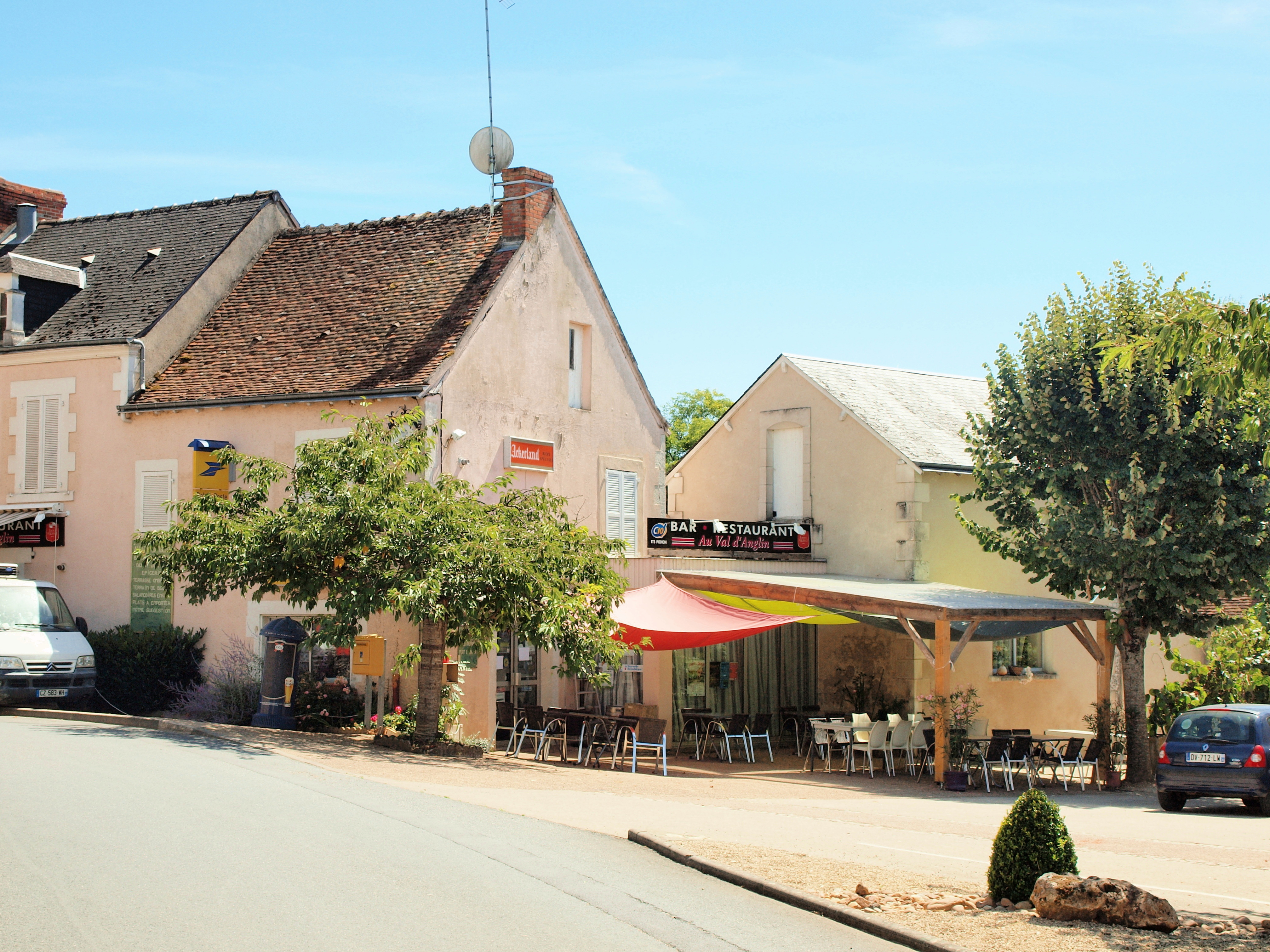
Le restaurant Au Val d'Anglin en 2016.

## Culture locale et patrimoine

### Lieux et monuments
- Château de la Touche : le château se trouve au lieu-dit Charneuil, il a été la propriété de la famille Tillaud.
- Église Saint-Léger
- Monument aux morts
- Croix de chemin

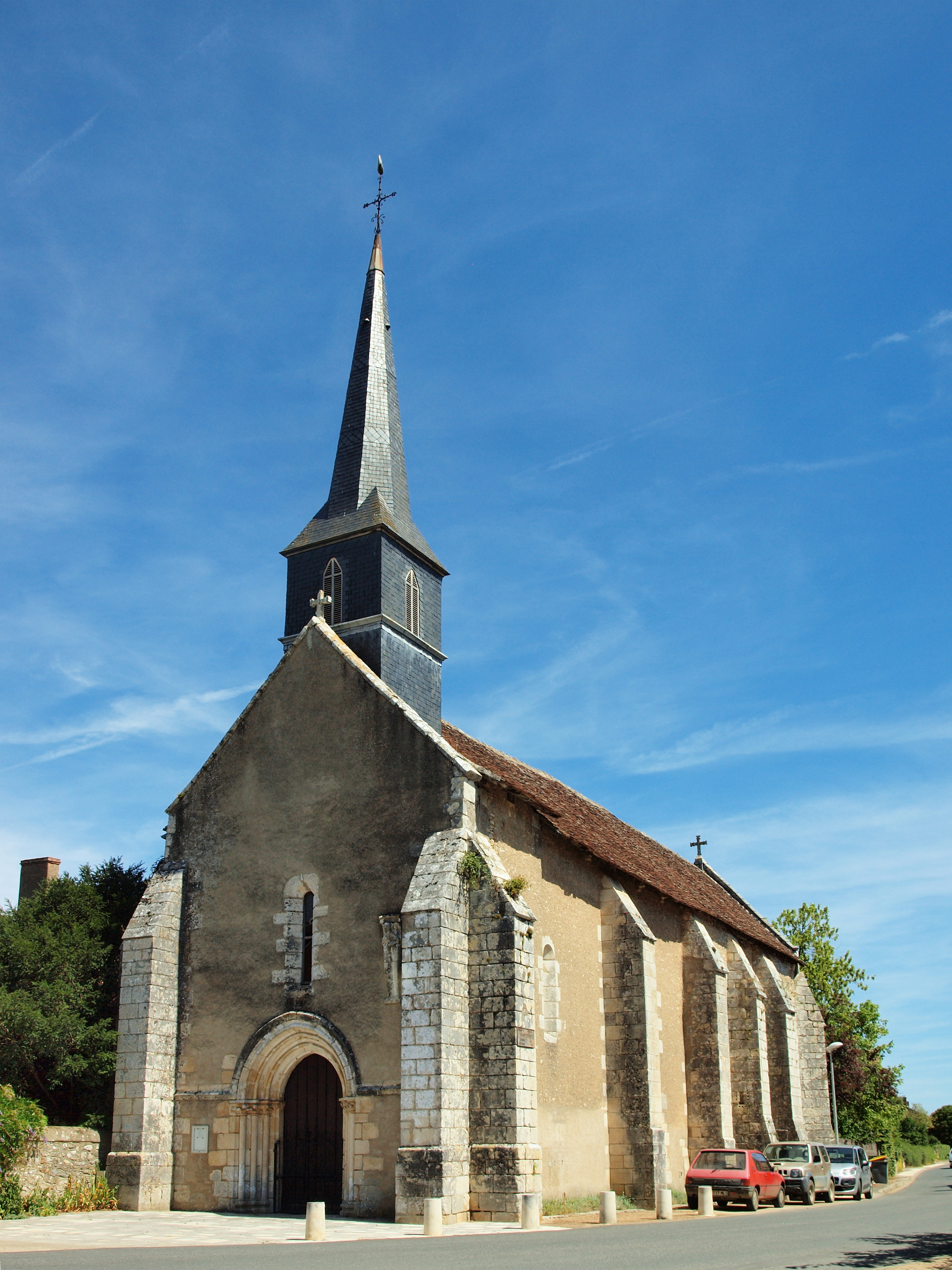
L'église Saint-Léger en 2016.
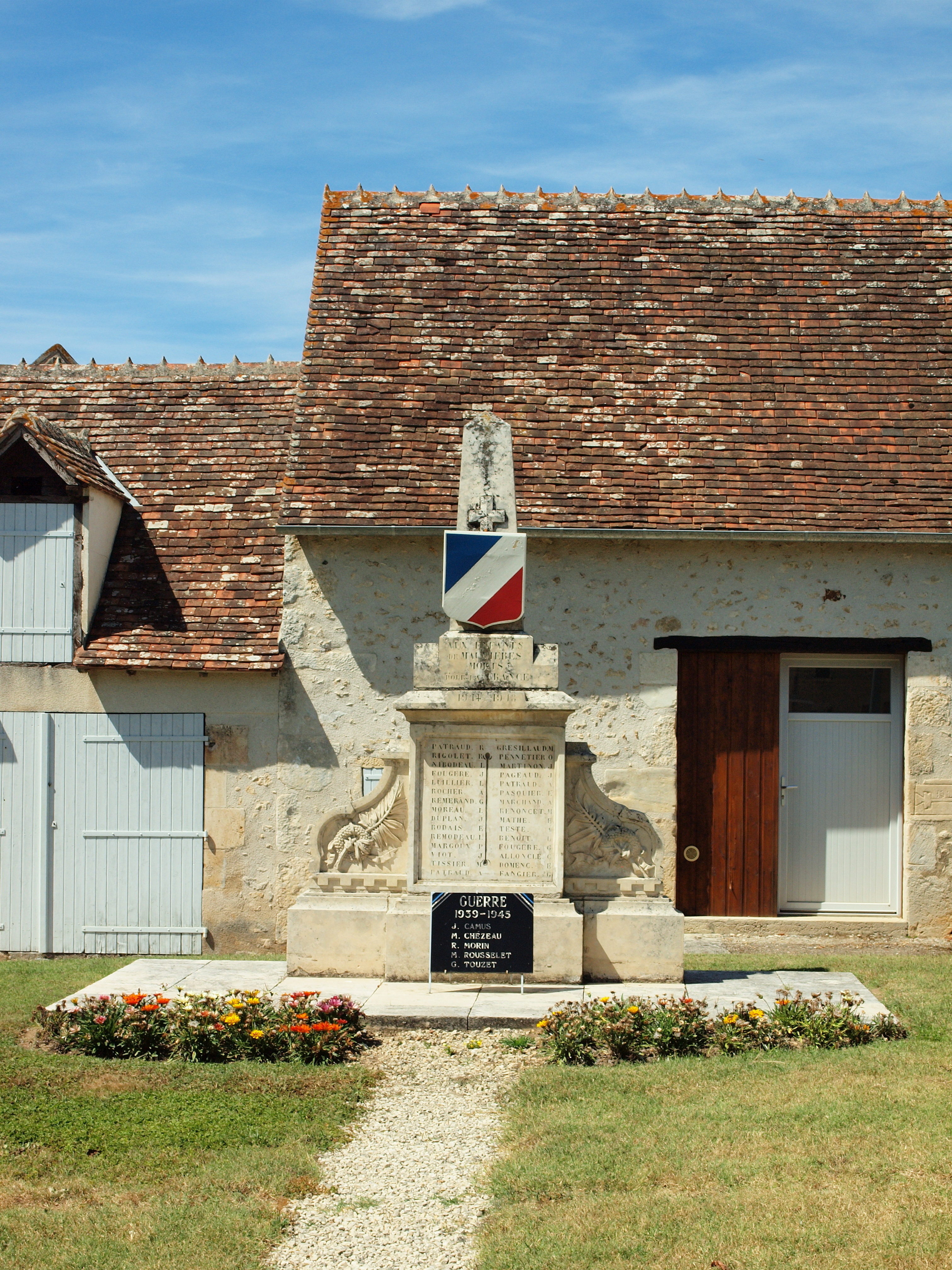
Le monument aux morts en 2016.
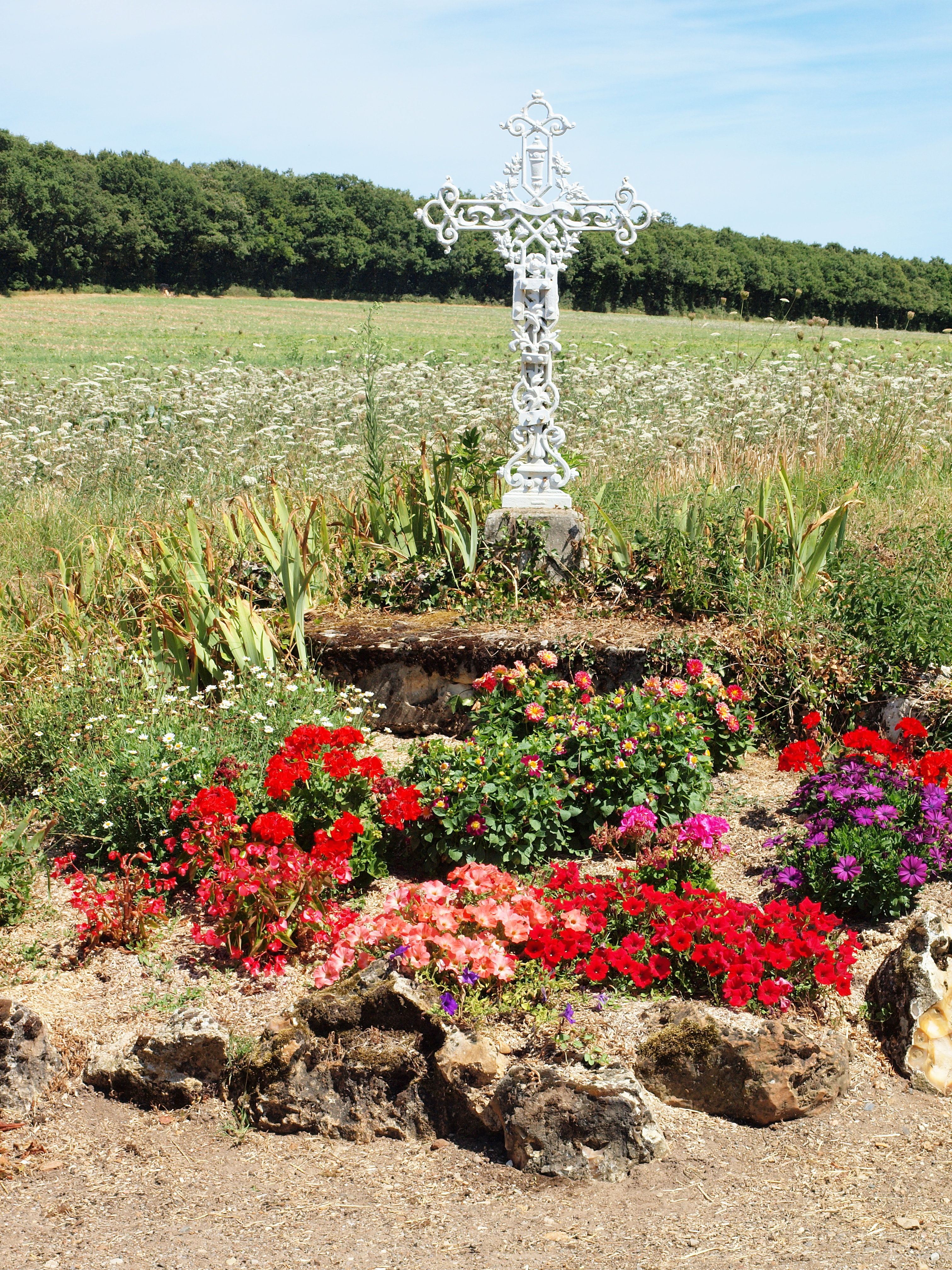
La croix de chemin en 2016.

### Héraldique
| Blason de Mauvières | Blason  | D'argent à une croix ancrée de sable cantonnée en chef de deux croissants de gueules. |
| Blason de Mauvières | Détails | Armes de la famille de Mauvise. Le statut officiel du blason reste à déterminer.      |